# Nižný Skálnik
Nižný Skálnik és un poble i municipi d'Eslovàquia. Es troba a la regió de Banská Bystrica.

## Història
La primera menció escrita de la vila es remunta al 1334.

## Demografia
| Godina             | 1994 | 2004   | 2014   | 2024   |
| ------------------ | ---- | ------ | ------ | ------ |
| Nombre de persones | 184  | 192    | 191    | 187    |
| Diferència         |      | +4,34% | −0,52% | −2,09% |

| Godina             | 2023 | 2024   |
| ------------------ | ---- | ------ |
| Nombre de persones | 188  | 187    |
| Diferència         |      | −0,53% |